# Caci Frontó
Caci Frontó (llatí: Catius Fronto) va ser un orador romà del temps de Vespasià.
Va defensar a Bas i a Varè. En el seu temps era un orador destacat segons indica Plini el jove. Probablement és el mateix Frontó esmentat també per Juvenal, que va comprar la casa del poeta Horaci.